# Messier 35
Messier 35 (również M35, NGC 2168) – gromada otwarta położona w gwiazdozbiorze Bliźniąt. Zawiera 120 gwiazd jaśniejszych niż 13m, zaś liczba wszystkich gwiazd należących do gromady zapewne przekracza 500. Jej średnica wynosi ok. 24 lat świetlnych, a znajduje się w odległości ok. 2770 lat świetlnych od Słońca. Jest widoczna jako plamka o jasności 5,3m i średnicy 28'.
Odkrył ją Jean-Philippe de Chéseaux w 1745 roku. Niezależnie odkrył ją John Bevis przed 1750 rokiem. Charles Messier umieścił ją w swoim katalogu 30 sierpnia 1764 roku.